# Under en blågul himmel
Under en blågul himmel är en svensk dokumentärfilm från 2004 i regi av Bo Harringer och Renzo Aneröd. Filmen spelades in mellan 2001 och 2003 och skildrar olika religiösa och kulturella grupperingar i Sverige som alla har gemensamt att de uppfattas som farliga av samhället.